# Eclipse (software)
Eclipse is een opensourceframework van de Eclipse Foundation voor software-ontwikkelomgevingen. De bekendste toepassing is het gebruik als IDE voor de programmeertaal Java. Het product wordt echter ook steeds meer aangewend voor het bouwen van applicaties boven op het Eclipseplatform (Rich Client Platform).
De eerste versie van Eclipse, Eclipse 1.0, verscheen op 7 november 2001.

## Plug-ins
Eclipse heeft een open structuur en bestaat, behalve uit een kleine kern, volledig uit plug-ins. Hierdoor is het mogelijk de functionaliteit uit te breiden door nieuwe plug-ins te installeren. Door dit systeem kan men in Eclipse niet alleen in Java ontwikkelen, maar onder meer ook in C-talen, Perl, PHP, PL/SQL en Scala. Bovendien zijn er plug-ins voor opmaaktalen zoals LaTeX. Sommige plug-ins worden door makers gratis aangeboden, anderen commercialiseren hun plug-ins.
Eclipse wordt actief ondersteund door IBM, dat zijn eigen producten zoals WebSphere Studio Site Developer, WebSphere Studio Application Developer, WebSphere Studio Enterprise Developer, Lotus Notes vanaf 8.0 en WebSphere Development Studio Client for iSeries bouwt rondom de Eclipsecode.
Ook Zend Technologies, de ontwikkelaars van PHP, zijn bezig met het integreren van hun IDE (Zend Studio) als plug-in voor Eclipse.
Ook Adobe, ontwikkelaar van diverse toepassingen en technologieën, maakt steeds meer gebruik van Eclipse. Zo zijn Flex Builder (zie Apache Flex) en Coldfusion Builder op Eclipse gebaseerd.
De naam Eclipse (verduistering, maar met als duidelijke connotatie 'zonsverduistering') is opmerkelijk, omdat de Javawereld gedomineerd wordt door concurrent Oracle, voorheen Sun (zon). Eclipse is een poging om het concurrerende product NetBeans van Sun in de schaduw te stellen.
Eclipse is geschreven in Java met behulp van de Standard Widget Toolkit.

## Uitgaven
Sinds 2006 tot 2018 wordt er ieder jaar, rond juni, een nieuwe versie uitgegeven van het Eclipse-platform en de meeste plug-ins; de zogenaamde Simultaneous Release. Iedere versie heeft een naam, die veelal iets met astronomie te maken heeft. Aan het eind van 2018 is het project geswitcht naar een release per kwartaal.
| Codenaam | Datum             | Versie | Project           |
| -------- | ----------------- | ------ | ----------------- |
| Austin   | 21 juni 2004      | 3.0    |                   |
| Bravo    | 28 juni 2005      | 3.1    |                   |
| Callisto | 30 juni 2006      | 3.2    | Callisto projects |
| Europa   | 29 juni 2007      | 3.3    | Europa projects   |
| Ganymede | 25 juni 2008      | 3.4    | Ganymede projects |
| Galileo  | 24 juni 2009      | 3.5    | Galileo projects  |
| Helios   | 23 juni 2010      | 3.6    | Helios projects   |
| Indigo   | 22 juni 2011      | 3.7    | Indigo projects   |
| Juno     | 27 juni 2012      | 4.2    | Juno projects     |
| Kepler   | 26 juni 2013      | 4.3    | Kepler projects   |
| Luna     | 25 juni 2014      | 4.4    | Luna projects     |
| Mars     | 24 juni 2015      | 4.5    | Mars projects     |
| Neon     | 22 juni 2016      | 4.6    | Neon projects     |
| Oxygen   | 28 juni 2017      | 4.7    | Oxygen projects   |
| Photon   | 27 juni 2018      | 4.8    | Photon projects   |
| 2018-09  | 19 september 2018 | 4.9    | 2018-09 projects  |
| 2018-12  | 19 december 2018  | 4.10   | 2018-12 projects  |
| 2019-03  | 20 maart 2019     | 4.11   | 2019-03 projects  |
| 2019-06  | 19 juni 2019      | 4.12   | 2019-06 projects  |
| 2019-09  | 18 september 2019 | 4.13   | 2019-09 projects  |
| 2019-12  | 18 december 2019  | 4.14   | 2019-12 projects  |
| 2020-03  | 18 maart 2020     | 4.15   | 2020-03 projects  |
| 2020-06  | 17 juni 2020      | 4.16   | 2020-06 projects  |
| 2020-09  | 16 september 2020 | 4.17   | 2020-09 projects  |
| 2020-12  | 16 december 2020  | 4.18   | 2020-12 projects  |
| 2021-03  | 17 maart 2021     | 4.19   | 2021-03 projects  |
| 2021-06  | 16 juni 2021      | 4.20   | 2021-06 projects  |
| 2021-09  | 15 september 2021 | 4.21   | 2021-09 projects  |
| 2021-12  | 8 december 2021   | 4.22   | 2021-12 projects  |
| 2022-03  | 16 maart 2022     | 4.23   | 2022-03 projects  |
| 2022-06  | 15 juni 2022      | 4.24   | 2022-06 projects  |
| 2022-09  | 14 september 2022 | 4.25   | 2022-09 projects  |
| 2022-12  | 07 december 2022  | 4.26   | 2022-12 projects  |